# 塒祇岩之助
塒祇󠄀 岩之助（ねぐらぎ いわのすけ）は、日本の漫画家、イラストレーター。

## 作品

### 連載
- からす天狗うじゅ（『ガンガンONLINE』）
- からす天狗うじゅ りあるわーるど天狗帖（『月刊少年ガンガン』）

### アンソロジー
- きせかえっ子（『女装少年アンソロジー』）
- でれデレ妹×妹（『妹アンソロジー』）
- ぶちょーらしくっ！？（『先輩アンソロジー』）